# Nonsard-Lamarche
Nonsard-Lamarche település Franciaországban, Meuse megyében. Lakosainak száma 225 fő (2022. január 1.). Nonsard-Lamarche Pannes, Beney-en-Woëvre, Buxières-sous-les-Côtes, Heudicourt-sous-les-Côtes, Richecourt és Vigneulles-lès-Hattonchâtel községekkel határos.

## Népesség
A település népességének változása:
| Lakosok száma | 94   | 106  | 114  | 181  | 208  | 217  | 218  | 219  | 223  | 225  |
|               | 1968 | 1990 | 2006 | 2011 | 2015 | 2016 | 2018 | 2019 | 2021 | 2022 |